# Universal Religion Chapter 5
Universal Religion Chapter 5 – piąta kompilacja z serii Universal Religion, holenderskiego Dj-a Armina van Buurena. Premiera płyty miała miejsce 11 września 2011 roku. Wydawnictwo ukazało się nakładem Armada Music oraz Sony Music.

## Lista utworów

### CD1
1. Ashley Wallbridge – Vision (Intro Edit)
2. BT & Adam K – Tomahawk
3. Gofman & Tsukerman – Darko
4. Shogun – Space Odyssey
5. Hannah – Falling Away (Armin van Buuren Remix)
6. Andy Moor feat. Sue McLaren – Fight The Fire (Stoneface & Terminal Remix)
7. Protoculture – Liquid Logic
8. Dennis Sheperd & Cold Blue feat. Ana Criado – Fallen Angel (Dennis Sheperd Club Mix)
9. Markus Schulz presents Dakota – Terrace 5 a.m.
10. Armin van Buuren presents Gaia – Stellar
11. Susana – Home (Daniel Kandi Retrofit Remix)
12. Mike Koglin vs Genix – Helion
13. Jorn van Deynhoven – Spotlight
14. Ferry Corsten feat. Armin van Buuren – Brute

### CD2
1. Andrew Bayer – Counting The Points
2. Kid Alien – The Atmosphere (Klauss Goulart’s & Mark Sixma Deep Universe Remix)
3. Space RockerZ & Tania Zygar – Puzzle Piece (Daniel Heatcliff’s Farewell Remix)
4. Alexander Popov – Elegia
5. Emma Hewitt – Colours (Armin van Buuren Remix)
6. Gareth Emery & Ashley Wallbridge – Mansion
7. DNS Project – Exclusive (Bigroom Edit)
8. John O’Callaghan & Giuseppe Ottaviani – Ride The Wave (Giuseppe Ottaviani Remix)
9. James Dymond – Gundam
10. Daniel Kandi – Saggitarius
11. Alex M.O.R.P.H. feat. Sylvia Tosun – An Angels Love (Vocal Mix)
12. Paul Oakenfold – Full Moon Party
13. Re:Locate vs Robert Nickson – Resource
14. Orjan Nilsen – Viking